# Aeródromo do Corvo
Luchthaven Corvo (Portugees: Aérodromo do Corvo) (IATA: CVU, ICAO: LPCR), is een kleine luchthaven op Corvo, het kleinste eiland van de Azoren, Portugal. Het vliegveld heeft één startbaan en ligt op de enige plaats van Corvo; Vila Nova do Corvo.
De enige luchtvaartmaatschappij die via de luchthaven vliegt is SATA Air Açores, de eigen maatschappij van de Azoren.
Per week vliegen er ongeveer 3 vliegtuigen vanaf Luchthaven Corvo.

## Voetnoot
1. ↑  Weetjes op farecompare.com